# Analyse paradigmatique
 (octobre 2014).
- Si vous ne connaissez pas le sujet, laissez ce bandeau (vous pouvez alors contacter les auteurs).
- Si vous supprimez le contenu mis en cause (vous pouvez préalablement contacter les auteurs),

argumentez précisément cette suppression dans la page de discussion
(un manque de référence n'est pas un argument ; une recherche réelle de référence doit avoir été effectuée, être formellement documentée).
 (septembre 2016).
Améliorez-le ou discutez des points à vérifier. 
En sémiologie, l´analyse paradigmatique représente l´analyse des paradigmes contenus dans un texte, par opposition à la structure de ce texte.
Les paradigmes de l'énonciation sont les fonctions jakobsoniennes et sont au nombre de six :
- Situation : Où, quand se fait la communication.
- Types de contact entre les interlocuteurs.
- Locuteur, auteur : Celui qui dit je.
- Destinataire : Celui à qui on dit tu.
- Façonnement esthétique : Les genres littéraires.
- Visée argumentative : Intention.

L'analyse paradigmatique se place à ces six points de vue (non exclusifs) pour procéder sur un échantillon donné de «texte», littéraire ou non.